# 1990年2月逝世人物列表
1990年逝世人物列表：1月 - 2月 - 3月 - 4月 - 5月 - 6月 - 7月 - 8月 - 9月 - 10月 - 11月 - 12月
1990年2月逝世人物列表，是用於匯總1990年2月期間逝世人物的列表。

## 依日期排序

### 1日
- 吉安弗蘭科·康蒂尼，78歲，義大利學者和語言學家。[1]
- 勞里茨·福爾克，80歲，瑞典裔挪威演員。
- 彼得·拉辛·弗里克，69歲，英國作曲家，喉癌。[2]
- 哈桑·易卜拉欣，73歲，埃及空軍軍官。
- 他教耶路撒冷的德德里安，78歲，以色列亞美尼亞族長（自1960年起），心臟病發作。[3]
- 雅德維加·瓦伊斯，78歲，波蘭奧運會鐵餅擲手（1932年，1936年）。

### 2日
- 阿伯康公爵夫人凱瑟琳·漢密爾頓，84歲，英國長袍女主人（自1964年起）。
- 保羅·阿裡斯特，84歲，蘇聯語言學家。
- 保羅·阿森，86歲，法國工業汽車設計師。[4]
- 本尼迪克特·達斯瓦，43歲，南非教育家，被毆打致死。
- 恩里科·德·佩迪斯，35歲，義大利黑幫，兇殺案。
- 喬爾·佛魯倫，82歲，美國演員，中槍自殺。[5]
- 梅爾·路易斯，60歲，美國鼓手，皮膚癌。[6]
- 西格比約恩·伯恩霍特·奧薩，79歲，挪威小提琴手。[7]
- 漢斯·舒姆，93歲，德裔美國演員，心力衰竭。[8]
- 唐·華殊，78歲，英格蘭足球運動員。[9]

### 3日
- 爾夫·坎托納，97歲，美國棒球運動員。[10]
- 威利巴爾德·基爾貝斯，87歲，奧地利足球運動員。
- 簡·諾瓦克，94歲，美國女演員，中風。
- 帕特帕魯·特里托·阿里基，66歲，庫克島民作詞人（“Te Atua Mou E”）。
- 馬塞爾·特維內，74歲，法國舉重運動員和奧運選手。[11]

### 4日
- 澤貝托，29歲，葡萄牙足球運動員，交通事故。
- 珍·加洛韋·比塞爾，53歲，美國法官，癌症。[12]
- 倫納德·J·菲克，74歲，美國學者，心臟病患者。
- 瑪莉亞·甘巴雷利，89歲，義大利裔美國女演員和舞蹈家。[13]
- 貝爾塔·卡莉克，86歲，奧地利物理學家。
- 阿奇博爾德·羅斯·路易斯，75歲，美國歷史學家。[14]
- 凱特·西蒙，77歲，波蘭裔美國作家。[15]
- 惠珀·比利·華生，72歲，加拿大摔跤手和教練。

### 5日
- W.W.巴特利三世，55歲，美國哲學家，膀胱癌。[16]
- 埃德加·赫施勒，71歲，美國政治家，懷俄明州州長（1975-1987），癌症。
- 瑪麗-貝努瓦神父，94歲，法國人道主義者。[17]
- 約瑟夫·莫克萊爾，83歲，1927年至1938年法國公路自行車賽車手。[18]
- 約瑟夫·J·納扎羅，76歲，美國空軍上將，癌症。[19]
- 佩里國王，75歲，美國音樂家。

### 6日
- 赤尾敏，91歲，日本政治家，心力衰竭。[20]
- 珍妮·奧博耶，77歲，法國博物館館長。[21]
- 伯納德·伯恩斯坦，81歲，美國經濟學家，心臟驟停。[22]
- 約翰梅里韋爾，72歲，加拿大裔英國演員，腎衰竭。[23]
- 吉米·范·豪森，77歲，美國作曲家，中風併發症。[24]

### 7日
- 湯瑪斯·克拉克，83歲，美國奧運賽艇運動員（1932年）。[25]
- 托尼·福米森，50歲，紐西蘭藝術家。[26]
- 馬克斯·科徹，66歲，德國數學家。
- 艾倫·佩雷斯，67歲，美國計算機科學家，心臟病發作。[27]
- 阿爾弗雷多·桑托斯，84歲，菲律賓將軍。

### 8日
- 瑞斯·阿德里安，61歲，英國劇作家和編劇。
- 伯尼斯·凱里，78-79歲，美國推理小說作家。[28]
- 老卡西烏斯·馬塞勒斯·克萊，77歲，美國畫家和音樂家，穆罕默德·阿里的父親，心臟病發作。[29]
- 喬治·德·梅斯特拉爾，82歲，瑞士電氣工程師和魔術貼的發明者。
- 許德珩，99歲，中國政治家。
- 卡塔琳·卡拉迪，79歲，匈牙利女演員和歌手。[30]
- 彼特·克梅托維奇，70歲，美式足球運動員。[31]
- 麥克萊恩男爵查理斯，73歲，英國世襲貴族。
- 德爾·香農，55歲，美國音樂家，中彈自殺。[32]
- 歐內斯特·威廉·蒂特頓，73歲，英國核物理學家，肺栓塞。

### 9日
- 詹姆斯·弗萊明·戈登，71歲，美國法官。[33]
- 伊爾塞·霍爾韋格，67歲，德國歌劇歌手。
- 薩羅傑·穆克吉，79歲，印度自由鬥士和政治家。
- 約翰·波爾克，76歲，美國政治家。
- 揚·沃伊諾夫斯基，43歲，波蘭舉重運動員和奧運選手。[34]

### 10日
- 克拉拉·岡薩雷斯，88歲，巴拿馬女權主義者、法官和活動家。[35]
- 克努特·漢森，78歲，瑞典足球運動員。[36]
- 路易吉·穆西納，75歲，義大利拳擊手。
- 約翰·亞瑟·皮爾徹，77歲，英國外交官。
- 比爾·舍伍德，37歲，美國音樂家和電影製片人，愛滋病。[37]
- 托尼·索萊塔，43歲，美國棒球運動員[38]

### 11日
- 利奧波德·阿努爾，67歲，比利時足球運動員。
- 汤姆·布伦南，59歲，美國籃球運動員。[39]
- 馬里-多米尼克·舍尼，95歲，法國神學家。[40]
- 恩里克·基斯滕馬赫，66歲，阿根廷奧運會運動員（1948年）。[41]
- 科林·亨德森·羅伯茨，80歲，英國古典學者。[42]

### 12日
- 約瑟夫·彼得·邁克爾·丹寧，83歲，美國羅馬天主教主教。[43]
- 厄林·恩格爾，90歲，挪威畫家。
- 哈羅德·麥卡克，50歲，北愛爾蘭政治家，癌症。[44]
- 維克多·波克羅夫斯基，92歲，俄羅斯合唱團指揮、翻譯和音樂編曲家。
- 內納德·拉杜洛維奇，30歲，南斯拉夫歌手，睾丸癌。

### 13日
- 賓約明·貝努什·芬克爾，78-79歲，蘇聯 - 以色列拉比。
- 安吉拉·格雷戈里，86歲，美國雕塑家。
- 海因茲·哈伯，76歲，德國物理學家。
- 曼努埃爾·羅德裡格斯·洛佩茲，55歲，加利西亞詩人和作家。[45]
- 肯·林奇，79歲，美國演員，病毒性疾病。[46]
- 萊昂·斯坦，77-78歲，美國作家。[47]

### 14日
- 阿米斯特德·L·布斯，82歲，美國政治家。[48]
- 蜜雪兒·德拉赫，59歲，法國電影製片人。[49]
- 格雷姆·霍爾，59歲，澳大利亞板球運動員，癌症。[50]
- Tony Holiday，38歲，德國歌手。
- 斯利克·詹森，41歲，美國賽車手，賽車碰撞。
- 迪克·馬丁，62歲，美國藝術家。[51]
- 何塞·路易士·帕尼佐，68歲，西班牙足球運動員。[52]
- John M. Robsion， Jr.，85歲，美國政治家，美國眾議院議員（1953-1959）。
- Fritz Schulz-Reichel，77歲，德國鋼琴家。
- 讓·華萊士，66歲，美國女演員，消化道出血。[53]
- Luděk Čajka，26歲，捷克斯洛伐克冰球運動員，脊髓受傷。

### 15日
- 凱斯·比奇，76歲，美國記者，普利策獎獲得者。
- 亨利·布蘭登，77歲，德裔美國演員，心臟病發作。[54]
- 喬治·丹尼，43歲，美式橄欖球運動員，一氧化碳中毒。[55]
- 多洛雷斯·費絲，48歲，美國女演員，自殺。
- 烏爾夫·約翰森，68歲，瑞典演員。
- 弗蘭斯·基倫德克，39歲，荷蘭小說家，愛滋病。[56]
- 多里瓦爾·克尼佩爾，72歲，巴西足球運動員。[57]
- 傑克·C·梅西，85歲，美國商人，肺炎。[58]
- 諾曼·帕金森，76歲，英國攝影師。[59]
- 魯道夫·沙德，88歲，俄德電影編輯。[60]

### 16日
- 約翰·伊斯特勞，69歲，英國聖公會主教。
- 凱斯·哈林，31歲，美國藝術家，愛滋病患者。[61]
- 努魯爾·莫門，81歲，孟加拉國劇作家。
- 路易斯·奧爾蒂斯·莫納斯特里奧，83歲，墨西哥雕塑家。[62]
- 約瑟夫·莫拉維茨，79歲，羅馬尼亞足球運動員。
- 岡本忠成，58歲，日本動畫師。
- 弗拉基米尔·谢尔比茨基，71歲，蘇聯和烏克蘭政治家，肺炎。
- 約書亞·雪萊，70歲，美國演員。[63]
- J·C·特雷文，81歲，英國記者。[64]

### 17日
- 羅伯特·伯納德，76歲，德國足球運動員。[65]
- 吉恩-馬克·柏文，38歲，法國登山家，極限運動家，電影製片人和作家，定點跳傘事故。[66]
- 布伦丹·科里什，71歲，愛爾蘭政治家。[67]
- 拉裡·考克斯，42歲，美國棒球運動員，心臟病發作。[68]
- 哈普·戴，88歲，加拿大冰球運動員。[69]
- 迪諾·法爾科尼，87歲，義大利編劇和電影導演。
- 埃裡克·羅德斯，84歲，美國演員，肺炎。[70]
- 艾倫·里夫金，86歲，美國編劇。[71]
- 漢斯·斯皮爾，85歲，德裔美國社會學家。[72]

### 18日
- 岡瑟·博爾卡姆，84歲，德國神學家。[73]
- 赫尔曼·卡尔松，83歲，瑞典冰球運動員。[74]
- 瑪格麗特·克拉斯克，97歲，英國芭蕾舞演員和編舞家。[75]
- 理查·德·佐伊薩，31歲，斯裡蘭卡記者、人權活動家和演員，被槍殺。
- 喬·厄斯金，56歲，威爾士拳擊手。
- 托爾・伊斯道，65歲，瑞典演員。
- 弗蘭克·羅斯，85歲，美國電影製片人，腦部手術併發症。[76]

### 19日
- 埃德里斯賴斯雷卡森，86歲，美國醫學研究員。
- 歐內斯特·科爾，49歲，南非攝影師，癌症。[77]
- 加布里埃爾·卡茨卡，59歲，美國戲劇、電影和電視製片人，心臟病發作。[78]
- 弗朗西斯·凱佩爾，73歲，美國教育家。[79]
- 瑪律堡公爵夫人，74歲，英國社交名流。
- 奧托·紐格伯爾，90歲，奧地利裔美國數學家和科學史學家。[80]
- 亞努什·帕盧什基耶維茨，77歲，波蘭演員。
- 邁克爾·鮑威爾，84歲，英國電影製片人，癌症。[81]
- 阿卜杜勒·馬丁·喬杜里，74-75歲，孟加拉國宗教學者。
- 梅西·H·謝潑德，76歲，美國牧師和學者。[82]
- 威廉·怀特，69歲，蘇格蘭板球運動員。曲棍球運動員和奧運會銀牌得主。[83]

### 20日
- 塞爾吉奧·卡馬戈，59歲，巴西雕塑家和浮雕製作者。
- 塞西爾·加里奧特，73歲，美國棒球運動員。[84]
- 哈里·克萊恩費爾特，77歲，美國醫生。
- 韋爾迪娜·斯隆斯基，85歲，俄裔以色列音樂家。[85]

### 21日
- 小佐治·愛德華·亞倫
- 佐拉拜·安巴勒瓦利，71-72歲，印度歌手。
- 約翰尼·博蘭德，64歲，紐西蘭田徑官員。
- 胡安尼塔·拉勞里，79歲，阿根廷歌手和政治家。
- 艾薩克·雅各布·舍恩貝格，86歲，羅馬尼亞裔美國數學家。[86]
- 文森特·特蕾莎，59-60歲，美國黑幫（派特里亞卡犯罪家族），腎衰竭。[87]

### 22日
- 斯蒂芬·W·伯恩斯，35歲，美國演員，愛滋病患者。
- T·O·霍尼巴爾，85歲，南非漫畫家。[88]
- 安德魯·賈維斯，99歲，希臘裔美國政治家和商人。
- 維克多·拉斯基，72歲，美國作家。[89]
- 埃瓦爾德·西佩爾，78歲，蘇聯/愛沙尼亞拳擊手。

### 23日
- 阿姆里特拉爾·納加爾，73歲，印度作家。[90]
- 阿恩·邦-漢森，78歲，挪威演員。[91]
- 何塞·纳波莱昂·杜阿尔特，64歲，薩爾瓦多政治家，總統（1984-1989），胃癌。
- 詹姆斯·M·加文，82歲，美國將軍。[92]
- 斯坦·霍夫，71歲，美國電影製片人。[93]
- 哈克·納瓦茲·詹維，37-38歲，巴基斯坦神職人員，被謀殺。
- 大衛·薩莫伊洛夫，69歲，俄羅斯詩人。[94]
- 安內利安·卡佩因·範·德·科佩羅，53歲，荷蘭政治家，癌症。[95]

### 24日
- 阿瑟·艾罗尔特，55歲，美國前男子賽艇運動員。[96]
- 湯尼·康尼格里亞羅，45歲，美國棒球運動員，腎衰竭。[97]
- 邁爾康·福布斯，70歲，美國政治家和出版商（福布斯），心臟病發作。[98]
- 勞埃德·喬丹，89歲，美國運動員和教練。
- 朱爾·卡斯特蘭，70歲，南斯拉夫詩人。
- 阿奇·尼科爾森，48歲，澳大利亞電影導演，肌萎縮側索硬化症。
- 亚历山德罗·佩尔蒂尼，93歲，義大利政治家，總統（1978-1985）。[99]
- 強尼雷，63歲，美國歌手，肝功能衰竭。[100]
- 加布里埃爾·森佩，88歲，法國奧運跨欄運動員（1924年，1928年）。 [101]
- 達瑞爾·烏舍，25歲，美式橄欖球運動員，被槍殺。[102]

### 25日
- 安德烈·德·科沃爾，74歲，荷蘭自行車賽車手。[103]
- 亨利·費爾利，66歲，英國政治記者。[104]
- 艾絲黛兒·佩克·伊西戈，90歲，美國藝術家和作家。[105]
- 英格麗·拉森，80歲，丹麥棋手。

### 26日
- 盧·厄伯，55歲，美國橄欖球教練。[106]
- 朱利安·加斯科因，86歲，英國將軍。
- 康奈爾·岡特，53歲，美國歌手，被槍殺。[107]
- 伊菲金·奧克斯·蘇茲伯格，97歲，美國女繼承人和出版商（紐約時報）。[108]
- 瑪格特·沃勒，68歲，挪威奧運滑冰運動員（1948年）。[109]

### 27日
- 萊斯·埃姆斯，84歲，英國板球運動員。[110]
- 約翰尼斯·德雷傑，26歲，荷蘭賽車手，心臟傳導阻滯，心臟病發作。
- 沃恩·弗賴伯格，66歲，美國棒球運動員。[111]
- 阿爾貝托·馬里奧·朱斯托利西，61歲，義大利棋手。
- 納胡姆·諾伯特·格拉策，86歲，奧地利裔美國歷史學家和哲學家。[112]
- 約瑟芬·詹森，79歲，美國小說家，肺炎。[113]
- 阮福宝蔍，75歲，越南政治家，總理（1954年）。
- 亞歷山德魯·羅塞蒂，94歲，羅馬尼亞語言學家，事故。[114]

### 28日
- 埃裡克·安德伯格，98歲，瑞典海軍上將。
- 傑克·康羅伊，90歲，美國左翼作家。[115]
- 馬里奧·克拉維里，87歲，義大利電影製片人。[116]
- 西爾維婭·德爾·維拉德，62歲，波多黎各女演員和舞蹈家。
- 法比亞·德雷克，86歲，英國女演員。[117]
- 科內爾·菲利波維奇，76歲，波蘭作家，肺癌。
- Russell Jacquet，72歲，美國小號手，心臟病發作。[118]
- 科林·米爾本，48歲，英國板球運動員，心臟病發作。
- 小華萊士·裡德，72歲，美國演員，飛機失事。
- 約翰·奧沙利文，88歲，愛爾蘭政治家。
- Tuppy Owen-Smith，81歲，南非板球運動員。
- 大衛·普里查德，26歲，美國吉他手，白血病。[119]
- Greville Wynne，70歲，英國工程師和情報官員，食道癌。[120]